# ОШ „Јован Јовановић Змај” Раждагиња
ОШ „Јован Јовановић Змај” Раждагиња, насељеном месту на територији општине Сјеница, почела је са радом 1924. године.
Нова школска зграда је подизана још 1930-тих.
Назив Народна школа „Јован Јовановић Змај” носила је још 1945. године када је била четвороразредна школа. Међутим, тај назив се није дуге одржао, али се касније појављивао у модификованим облицима. Летопис за школску 1955/1956. годину садржи податак да је одлуком Народног одбора општине од 1. јула 1962. године формирана осмогодишња школа „Јован Јовановић Змај” од ученика нижих разреда. Поуздано се зна да је пресељење из старе школске зграде у учионички блок нове школске зграде извршено 1. октобра 2002. године. Стара школска зграда коришћена је до тада. Од почетка је у школској згради примењена организација рада по учионицама, а од школске 1976/1977. године и рад у петодневној наставној седмици. 